# San Carlo Borromeo (San Marzano di San Giuseppe)

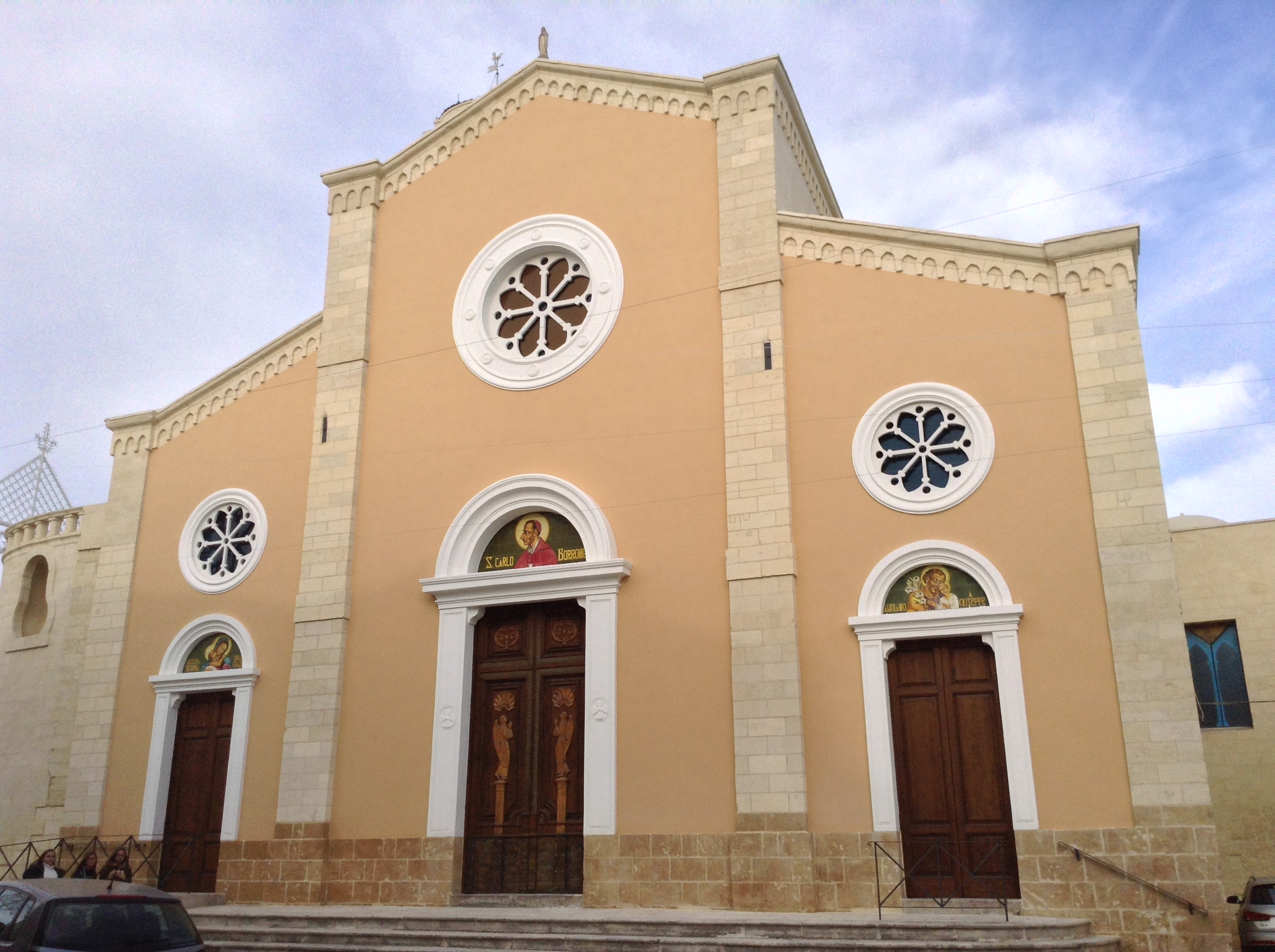
Die Kirche San Carlo Borromeo

Die Kirche San Carlo Borromeo befindet sich am Corso Umberto I in der von Arbëresh gegründeten italienischen Gemeinde San Marzano di San Giuseppe in Apulien.

## Vorgeschichte
Am 27. Juli 1530 wurde das königliche Lehnsgut San Marzano vom Vizekönig von Neapel, Kardinal Pompeo Colonna, an den Lokator und Kapitän albanischer Herkunft, Demetrio Capuzzimati (italienisierter Nachname, der auf Albanisch ‚großer Schuh‘ bedeutet) für 700 Dukaten verkauft mit der Bedingung das Land mit seinen Leuten zu besiedeln. Capuzzimati hatte an den italienischen Kriegen gegen Franz I. von Frankreich verdienstvoll teilgenommen.
Gleich nach der Ankunft der Albaner, Epiroten und Schiavoni war jede Familie bestrebt, ein Haus zu bauen (heute in Via Giorgio Castriota). Da, wo heute die Kirche San Carlo Borromeo steht, wurde die Kirche Heilige Paraskeva nach griechischem Brauch („more graeco“) nach der Haupthimmelsrichtung Osten-Westen mit dem Altar im Osten und dem Eingang im Westen gebaut. In der byzantinischen Tradition befindet sich die Apsis immer in Richtung Osten, wo die Sonne aufgeht, Symbol für das Reich des Lichtes, das den Herrgott darstellt.

## Geschichte

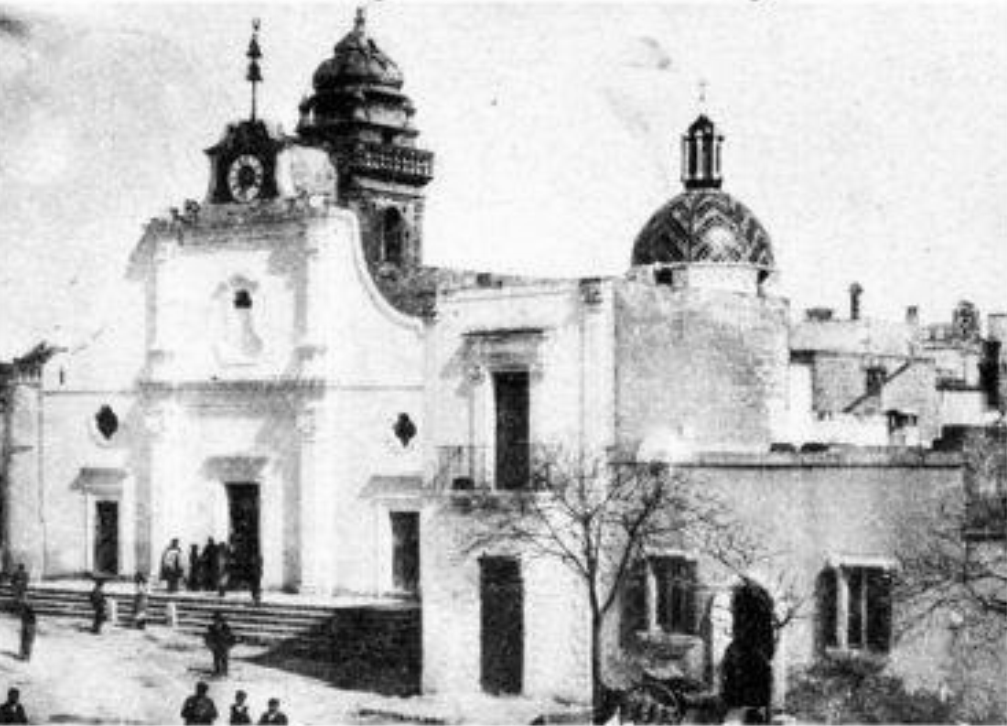
Chiesa San Carlo Borromeo vor 1928

1622 leitete der Erzbischof von Tarent, Antonio D‘Aquino, mit dem offiziellen Unterdrückungserlass des griechisch-byzantinischen Ritus' den Prozess der Latinisierung der Religion ein, was das Verschwinden der Balkantraditionen und -sitten beschleunigte. Nach diesem Unterdrückungserlass wurde auf einem Teil der Fläche, wo zuvor die Kirche Heilige Paraskeva gestanden hatte die neue Kirche gebaut und San Carlo Borromeo gewidmet.
Aus der Beurteilung des Tavolario Salvatore Pinto über San Marzano vom 3. Dezember 1630 geht hervor, dass in der Mitte des Casale die Mutterkirche des Heiligen Carlo Borromeo stand, die den Riten der Heiligen Kirche entsprach.

## Kircheninneres
Die Kirche mit einem Kirchenschiff, einem Flachdach und gutem Design war mit einem Taufbecken, einer Glocke und dem Altarsakrament ausgestattet. In einer Nische befand sich eine Kapelle mit einer Ikone von San Carlo Borromeo. Gegenüber dieser Kapelle befand sich die Kapelle mit einem Gemälde der Jungfrau Maria vom Rosenkranz. In der Kirche zelebrierten damals ein Erzpriester und ein Kleriker, die von einem geringen Gehalt lebten, das ihnen die „Università Tarent“ bezahlte.
Scipione Paterno, der Tavolario, der San Marzano am 8. Juli 1633 besuchte, beschrieb die einschiffige Mutterkirche San Carlo Borromeo mit reicher Ausstattung, Chor, Kanzel und Taufstein.
Heute hat die Kirche eine rechteckige Struktur und ist durch schlanke Säulen, die auf Sockeln stehen, in drei Längsschiffe unterteilt. Der Innenraum trägt ein flaches Gewölbe, das Presbyterium eine Kuppel.
Im 20. Jahrhundert wurde die Kirche erheblichen Renovierungsarbeiten unterzogen. 1928 wurde der ursprüngliche typische orientalische Glockenturm um das Doppelte erhöht. Nach einer Gedenktafel wurde die baufällige Kirche renoviert und am 28. Oktober 1928 von Orazio Mazzella, Erzbischof von Tarent konsekriert. 1939 wurden die fünf Türme der Fassade abgerissen. Der Hauptaltar, der 1978 erneuert wurde und seither in der Achse zum Haupteingang steht, wurde am 4. Dezember des Jahres von Guglielmo Motolese, Erzbischof von Tarent, konsekriert. Ein neuer Altar wurde nach Restaurierungsarbeiten am 19. März 2017 von Monsignore Filippo Santoro, Erzbischof von Tarent, konsekriert.

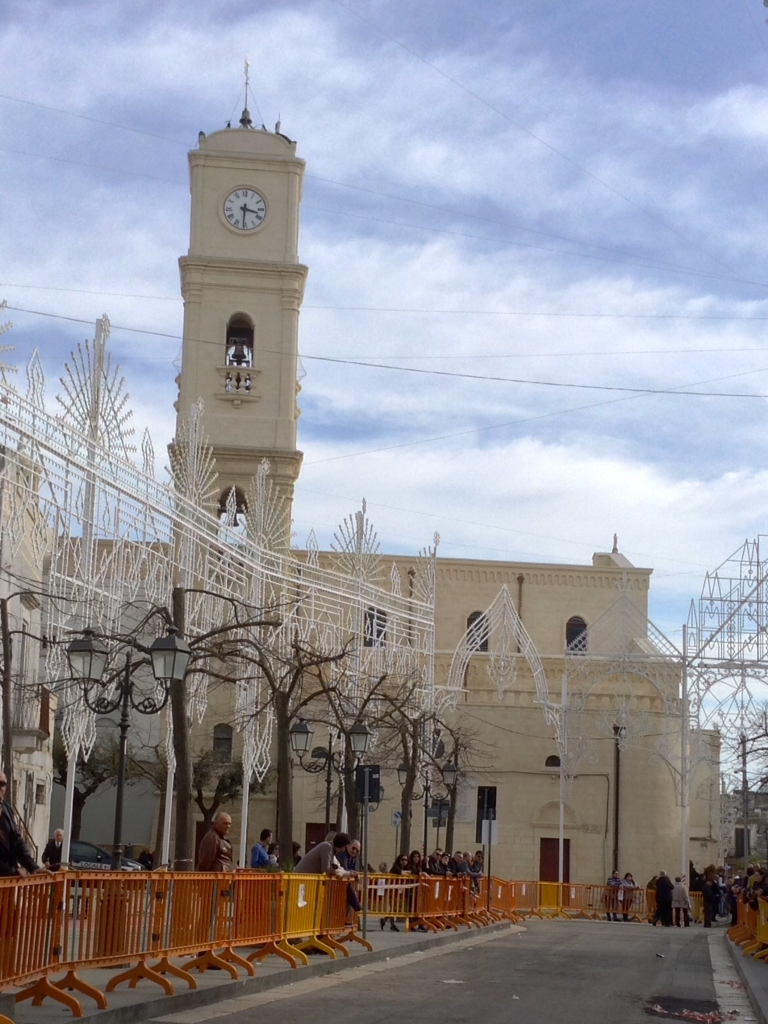
Die Kirche San Carlo Borromeo
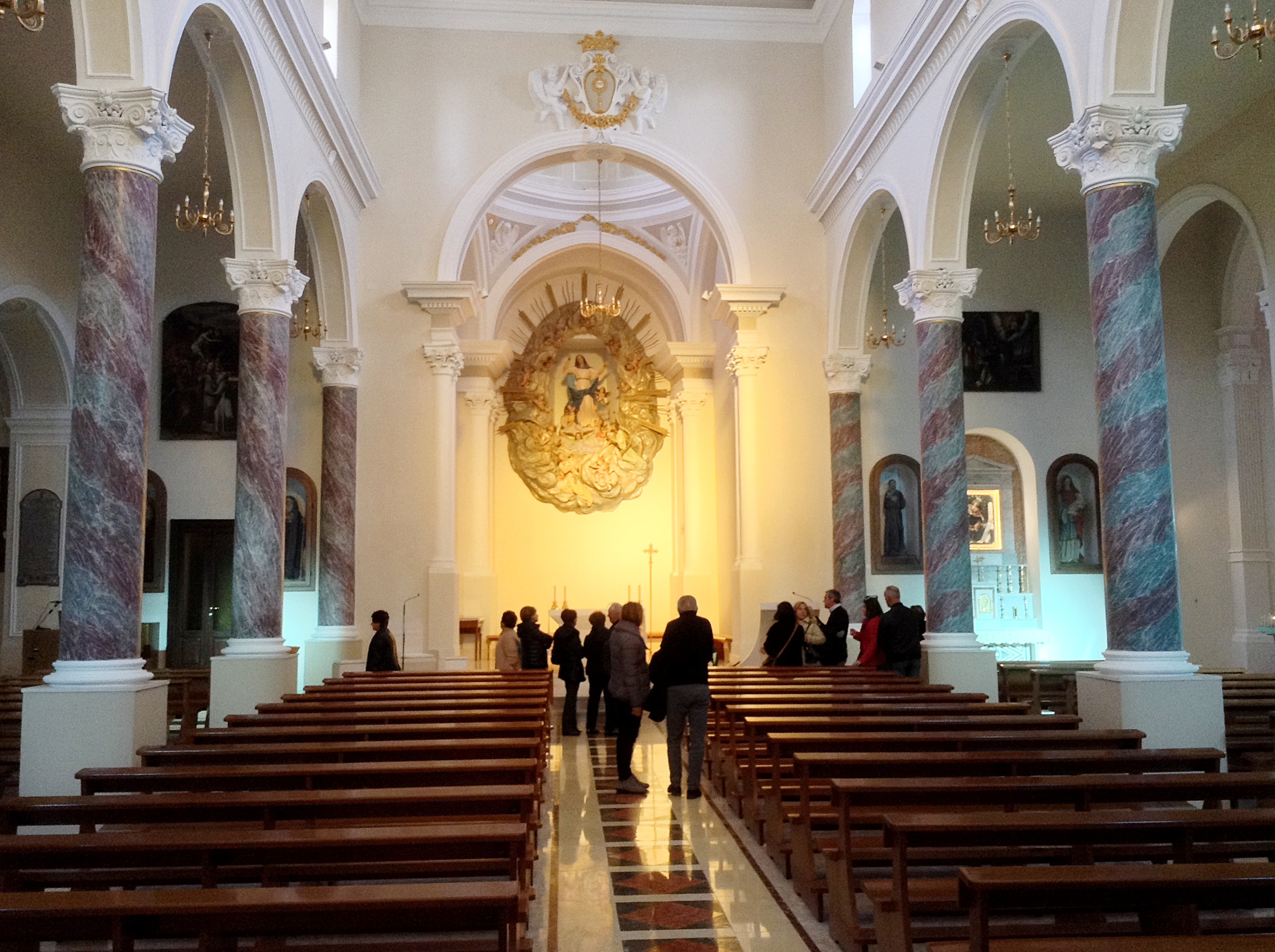
Der Innenraum
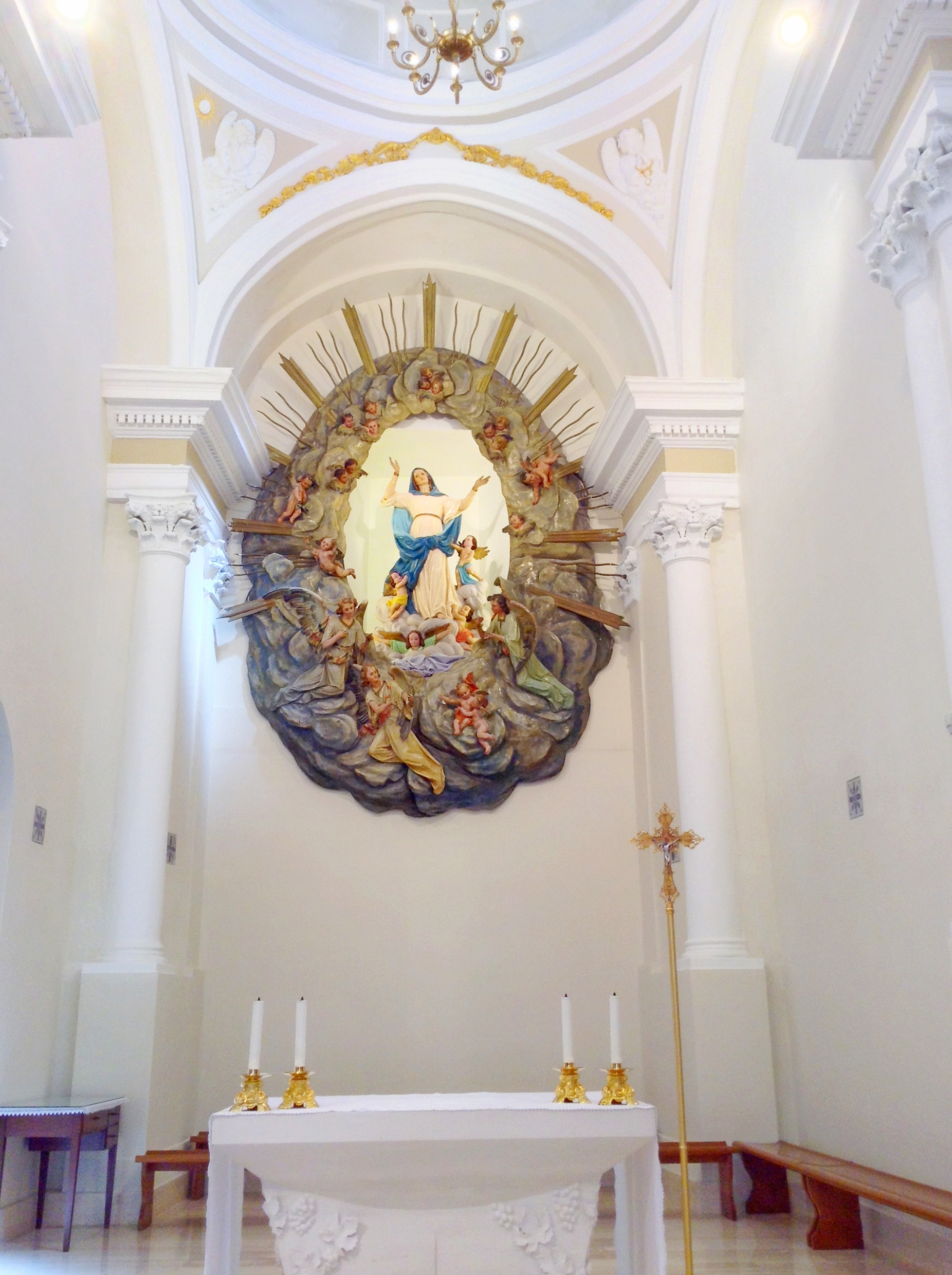
Hochaltar mit Mariä Aufnahme in den Himmel (keramisches Hochrelief)
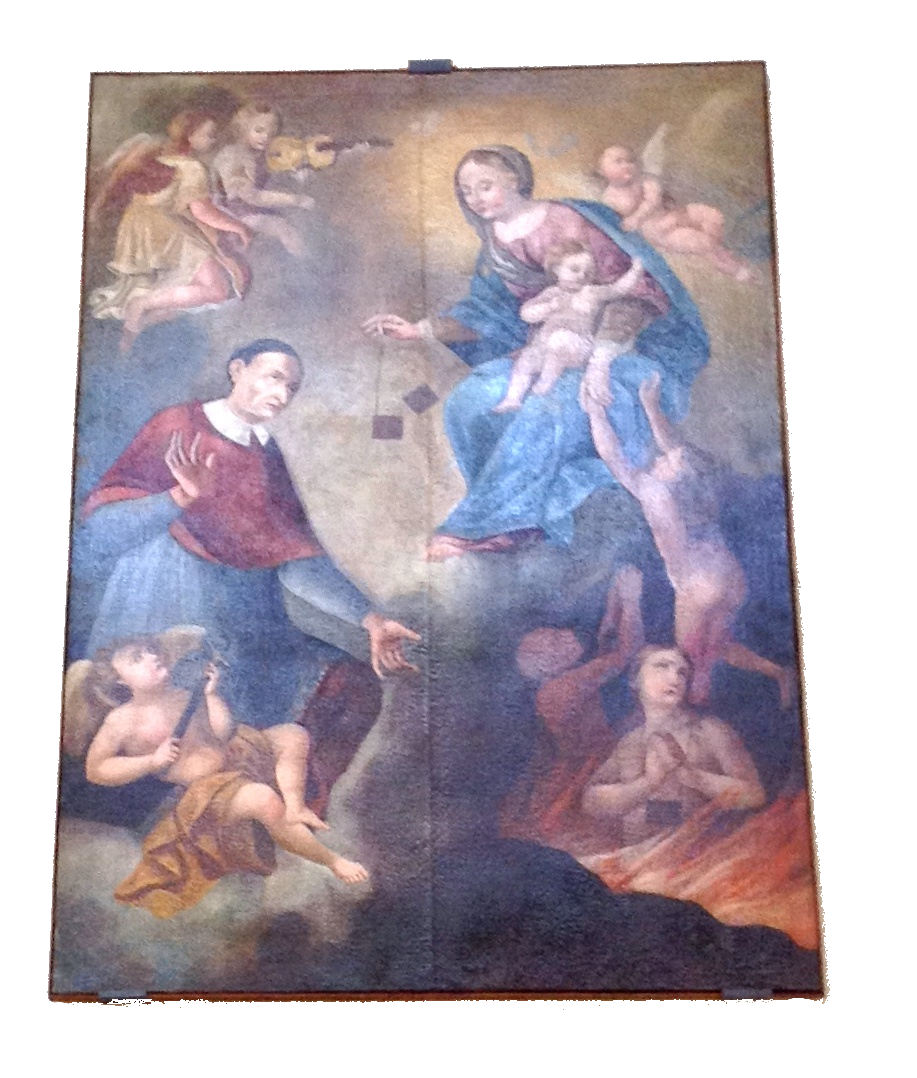
Gemälde mit San Carlo Borromeo
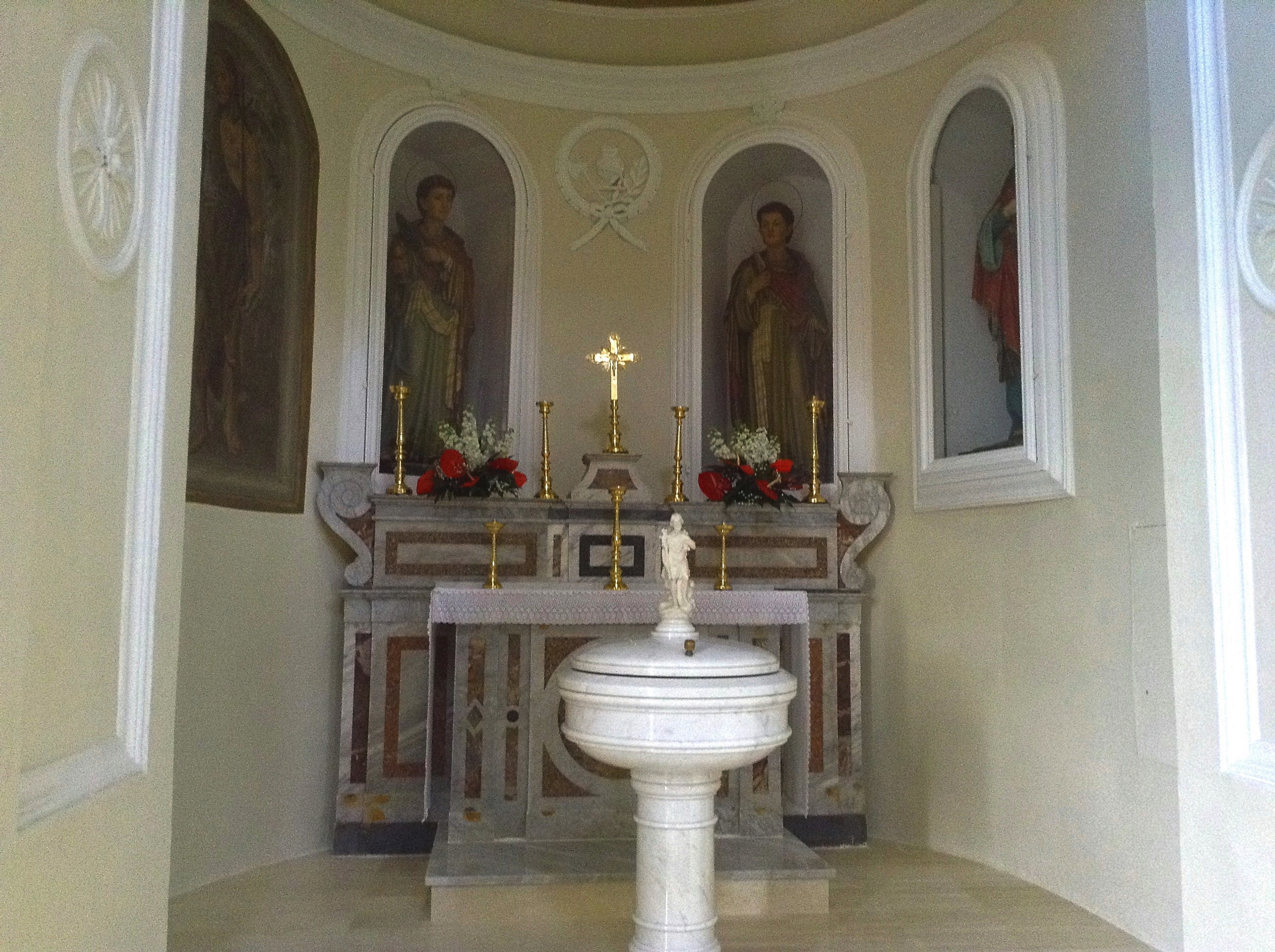
Kapelle mit Taufbecken
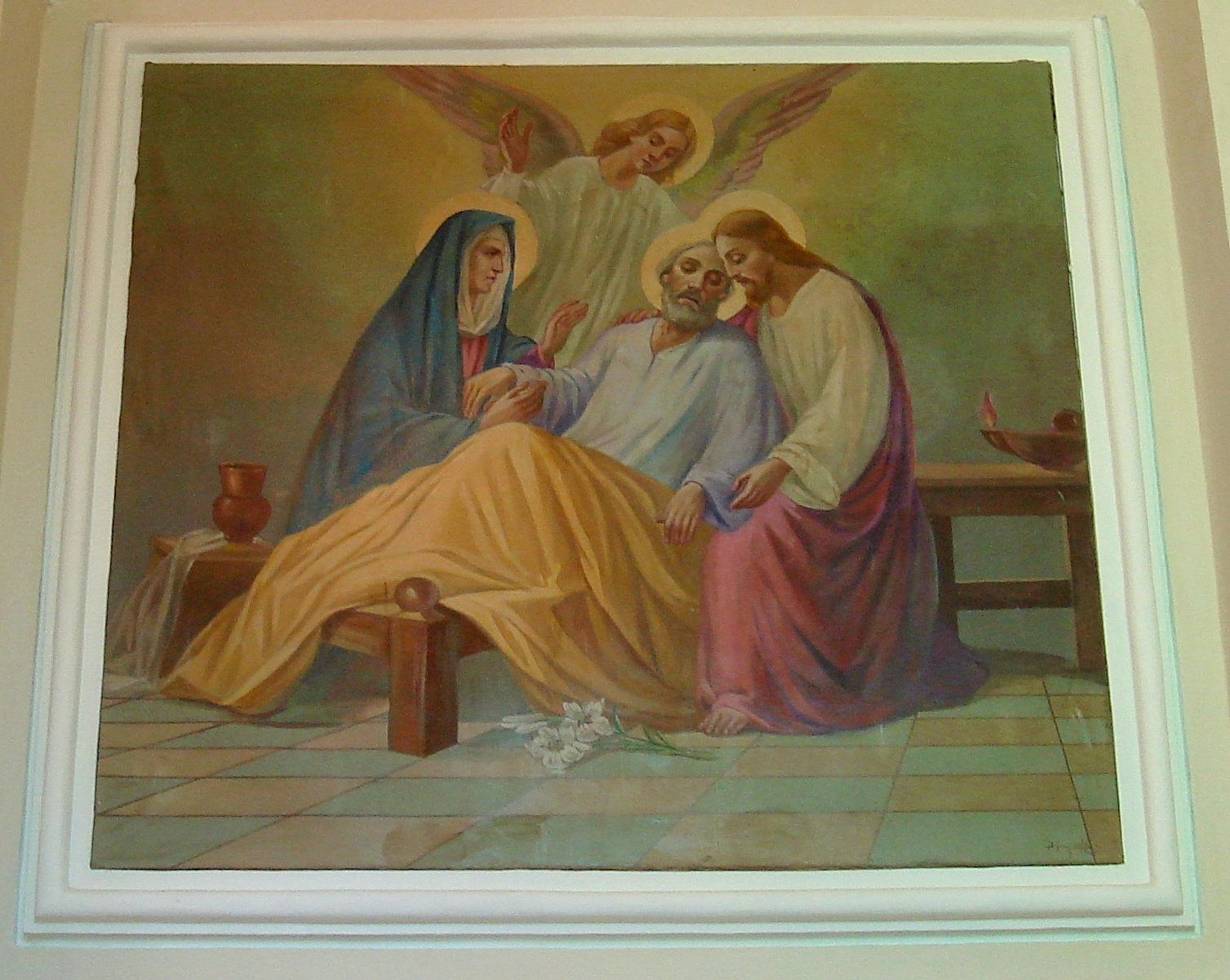
Der Tod des Heiligen Joseph von Nazareth
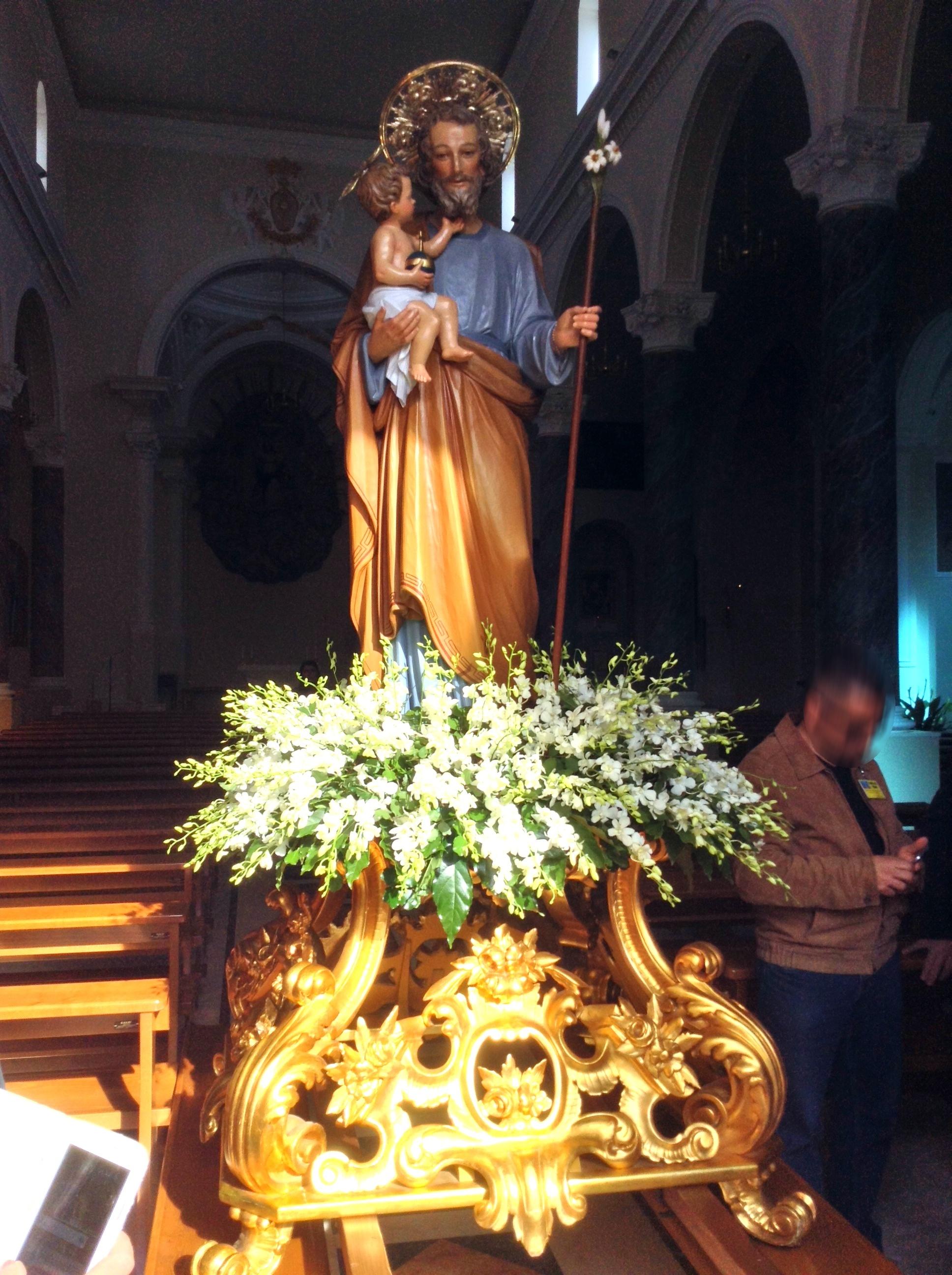
Statue des Heiligen Josef